# Projets ferroviaires en Indonésie
Les projets ferroviaires en Indonésie sont un volet important des projets du gouvernement en matière d'infrastructure dans le cas d'un Master Plan for the Acceleration and Expansion of Indonesia's Economic Development (MP3EI). Le pays doit investir au moins 605 trillions de rupiah (50 milliards d'euros) en infrastructures d'ici 2030. Le MP3EI a un coût total estimé à 4 000 trillions de rupiah (plus de 300 milliards d'euros), y compris le développement d'infrastructures telles que des routes, des voies ferrées, des ports et des aéroports.
Le gouvernement indonésien a annoncé une allocation de 105 mille milliards de rupiah (un peu plus de 7 milliards de dollars US) pour la période se terminant en 2019 pour la construction de voies ferrées hors de l'île de Java. Sur les 6 500 kilomètres de voies hors Java, seuls 3 500 km sont actuellement exploités.

## Kalimantan
Kalimantan  ne possède pas de réseau ferré.
En janvier 2015, le gouverneur de Kalimantan central a signé avec une société privée, PT Perkeretaapian Tambun Bungai, un accord pour la construction d'une voie de 425 kilomètres reliant Pucuk Cahu à Batanjung. Elle sera à l'écartement standard de 1 435 mm.
L'allocation sera de 23 mille milliards de rupiah (environ 1,6 milliard de dollars) pour la construction d'une ligne de 2 428 km de voie sur 5 ans. Le projet en est pour l'instant au stade de l'étude de faisabilité. Ces voies relieront entre elles les cinq provinces de Kalimantan, de Pontianak, capitale de Kalimantan occidental à Samarinda, capitale de Kalimantan oriental. Le démarrage de la construction est prévu pour 2017. Cette voie servira aussi au transport de charbon.

## Papouasie
La Papouasie ne possède pas non plus de voie ferrée. Le gouvernement indonésien souhaite démarrer en 2015 la construction d'un chemin de fer dans cette province. Le projet porte sur 390 km de voies. L'étude de faisabilité devrait commencer en 2015. Le budget du projet est de 10 mille milliards de rupiah (environ 680 millions de dollars).

## Célèbes
Célèbes ne possède pas non plus de réseau ferré. En 2004, le gouvernement indonésien a annoncé un projet de chemin de fer "Trans-Sulawesi" pour l'île de Sulawesi avec comme premier tronçon une ligne de 150 km reliant Makassar, la capitale de la province de Sulawesi du Sud, à la ville de Pare-Pare, à l'écartement standard de 1 435 mm.
Fin 2012, le Ministère des Transports indonésien et six gouvernements provinciaux de Sulawesi on signé un protocole d'accord pour le développement d'un réseau ferroviaire intégré de 2 000 km de voie pour un coût total de 50 trillions de rupiah (un peu plus de 4 milliards d'euros). La construction commencerait en 2013. La priorité à un tronçon Makassar-Pare-Pare a été confirmée. Un second tronçon serait entre Gorontalo et Manado dans le nord de l'île. Le projet sera l'objet d'un partenariat public-privé ("PPP"). Des investisseurs chinois et russes seraient intéressés.
L'allocation prévue jusqu'à 2019 est de 31 mille milliards de rupiah (environ 2,1 milliards de dollars) pour la construction d'une ligne de 1 772 km qui reliera Makassar, la capitale de la province de Sulawesi du Sud, à Manado, capitale de Sulawesi du Nord. La construction d'un premier tronçon de 143 km reliant Makassar à Pare-Pare, la deuxième ville de Sulawesi du Sud, devrait commencer en octobre 2015.

## Sumatra
À Sumatra, le 27 janvier 2015, les gouverneurs des provinces de Jambi, Riau, Sumatra du Nord, Sumatra occidental et Sumatra du Sud ont signé à Jakarta un Memorandum of Understanding avec le ministre des Transports Ignatius Jonan pour "l'accélération de la construction d'un chemin de fer transsumatranais".
L'allocation prévue est de 41 mille milliards de rupiah (environ 2,8 milliards de dollars) pour la construction de 1 400 km de voies nouvelles et la réactivation de 111 km de voies existante.

### Riau
Le réseau prévu pour Riau passera notamment par les villes de Kampar, la capitale provinciale Pekanbaru, Siak  et le centre pétrolier de Dumai, et sera relié à ceux des provinces voisines de Sumatra du Nord et Sumatra occidental.